# Litini
A Litini (régebbi nevén: Teleiodini) a valódi lepkék (Glossata) alrendjébe tartozó sarlós ajkú molyfélék (Gelechiidea) családjának egyik nemzetsége mintegy 3 tucat nemmel. Egységes magyar elnevezésük nincs: egyes fajokat ilyen-olyan sarlósmolynak hívnak, másokat borzasmolyoknak, a Recurvaria nem fajait rügysodró molyoknak.

## Származása, elterjedése
A fajok többsége trópusi, de tizenkilenc nemnek:
- Altenia
- Carpatolechia
- Coleotechnites
- Exoteleia
- Istrianis
- Parachronistis
- Parastenolechia
- Pragmatodes
- Pseudotelphusa
- Recurvaria
- Schistophila
- Schneidereria
- Stenolechia
- Stenolechiodes
- Streyella
- Teleiodes
- Teleiopsis
- Telphusa
- Xenolechia

Európában is élnek fajai. Magyarországon (Pastorális, 2011) tizenkét, közmegegyezéssel elfogadott nemnek élnek fajai; egyes szerzők tizenharmadikként a  Neotelphusa (Janse, 1958) nemet tüntetik fel; ezt mi is külön nemként szerepeltetjük (egy hazai fajjal).

## Magyarországi fajok
- Altenia (Sattler, 1960) nem egyetlen hazai fajjal:
  - patkós borzasmoly (Altenia scriptella Hb., 1796) — Magyarországon közönséges (Fazekas, 2001; Buschmann, 2003; Pastorális, 2011; Pastorális & Szeőke, 2011);
- Carpatolechia (Căpuşe, 1964) nem hét hazai fajjal:
  - háromsávos borzasmoly (Carpatolechia aenigma Sattler, 1983) — Magyarországon szórványos (Pastorális, 2011; Pastorális & Szeőke, 2011);
  - nyírfalevél-borzasmoly (Carpatolechia alburnella Zeller, 1839) — Magyarországon többfelé előfordul (Fazekas, 2001; Buschmann, 2003; Pastorális, 2011)
  - somlevél-borzasmoly (Carpatolechia decorella, C. humeralis Haworth, 1812) — Magyarországon többfelé előfordul (Pastorális, 2011; Pastorális & Szeőke, 2011);
  - szilfalevél-borzasmoly (Carpatolechia fugacella Zeller, 1839) — Magyarországon sokfelé előfordul (Pastorális, 2011; Pastorális & Szeőke, 2011);
  - juharlevél-borzasmoly (Carpatolechia fugitivella Zeller, 1839) — Magyarországon közönséges (Pastorális, 2011; Pastorális & Szeőke, 2011);
  - kecskefűz-borzasmoly (Carpatolechia notatella Hb., 1813) — Magyarországon többfelé előfordul (Fazekas, 2001; Pastorális, 2011)
  - égerlevél-borzasmoly (Carpatolechia proximella Hb., 1796) — Magyarországon közönséges (Fazekas, 2001; Pastorális, 2011; Pastorális & Szeőke, 2011);
- Coleotechnites (Chambers, 1880) nem egyetlen hazai fajjal:
  - fenyőtű-borzasmoly (Coleotechnites piceaella Kearfott, 1903) — Magyarországon többfelé előfordul (Pastorális, 2011)
- Exoteleia (Wallengren, 1881) nem egyetlen hazai fajjal:
  - fenyőrágó borzasmoly (Exoteleia dodecella L., 1758) — Magyarországon közönséges (Pastorális, 2011; Pastorális & Szeőke, 2011);
- Neotelphusa (Janse, 1958) nem egyetlen hazai fajjal:
  - napvirág-borzasmoly (Neotelphusa sequax, Teleiodes sequax Haworth, 1828) — Magyarországon közönséges (Buschmann, 2003; Pastorális, 2011; Pastorális & Szeőke, 2011);
- Parachronistis (Meyrick, 1925) nem egyetlen hazai fajjal:
- mogyorórügy-sarlósmoly (Parachronistis albiceps Zeller, 1839) — Magyarországon sokfelé előfordul (Pastorális, 2011);
- Parastenolechia (Kanazawa I., 1985) nem egyetlen hazai fajjal:
- szőlőrágó sarlósmoly (Parastenolechia nigrinotella Zeller, 1847) — Magyarországon sokfelé előfordul (Buschmann, 2003; Pastorális, 2011; Pastorális & Szeőke, 2011);
- Pseudotelphusa (Janse, 1958) nem három hazai fajjal:
  - moharágó sarlósmoly (Pseudotelphusa scalella Scopoli, 1763) — Magyarországon közönséges (Fazekas, 2001; Buschmann, 2003; Pastorális, 2011; Pastorális & Szeőke, 2011);
  - pontozott borzasmoly (Pseudotelphusa paripunctella, P. triparella Thunberg, 1794) — Magyarországon közönséges (Fazekas, 2001; Buschmann, 2003; Pastorális, 2011; Pastorális & Szeőke, 2011);
  - sóskafamoly (Pseudotelphusa tessella L., 1758) — Magyarországon közönséges (Horváth, 1997; Buschmann, 2003; Pastorális, 2011; Pastorális & Szeőke, 2011);
- Recurvaria (Haworth, 1828) nem két hazai fajjal:
  - kis rügysodró moly (Recurvaria nanella Denis & Schiffermüller, 1775) — Magyarországon közönséges (Fazekas, 2001; Buschmann, 2003; Pastorális, 2011; Pastorális & Szeőke, 2011);
  - nagy rügysodró moly (Recurvaria leucatella Clerck, 1759) — Magyarországon közönséges (Fazekas, 2001; Buschmann, 2003; Pastorális, 2011; Pastorális & Szeőke, 2011);
- Stenolechia (Meyrick, 1894) nem egyetlen hazai fajjal:
  - tölgyfúró sarlósmoly (Stenolechia gemmella L., 1758) — Magyarországon közönséges (Fazekas, 2001; Buschmann, 2003; Pastorális, 2011; Pastorális & Szeőke, 2011);
- Stenolechiodes (Elsner, 1996) nem egyetlen hazai fajjal:
  - molyhostölgyes-sarlósmoly (Stenolechiodes pseudogemmellus Elsner, 1996) — Magyarországon sokfelé előfordul (Pastorális, 2011; Pastorális & Szeőke, 2011);
- Teleiodes (Sattler, 1960) nem öt hazai fajjal:
  - sárgafoltos borzasmoly (Teleiodes flavimaculella Herrich-Schäffer, 1854) — Magyarországon szórványos (Pastorális, 2011);
  - u-betűs borzasmoly (Teleiodes luculella Hb., 1813) — Magyarországon közönséges (Fazekas, 2001; Buschmann, 2003; Pastorális, 2011; Pastorális & Szeőke, 2011);
  - fenyőlakó borzasmoly (Teleiodes saltuum Zeller, 1878) — Magyarországon szórványos (Pastorális, 2011);
  - galagonya-borzasmoly (Teleiodes vulgella Denis & Schiffermüller, 1775) — Magyarországon közönséges (Buschmann, 2003; Pastorális, 2011; Pastorális & Szeőke, 2011);
  - szürke borzasmoly (Teleiodes wagae Nowicki, 1860) — Magyarországon sokfelé előfordul (Pastorális, 2011; Pastorális & Szeőke, 2011);
- Teleiopsis (Sattler, 1960) nem egyetlen hazai fajjal:
  - juhsóska-sarlósmoly (Teleiopsis diffinis Haworth, 1828) — Magyarországon közönséges (Fazekas, 2001; Buschmann, 2003; Pastorális, 2011; Pastorális & Szeőke, 2011);